# Maria Grazia Laganà
Maria Grazia Laganà (Locri, 17 maggio 1959) è una politica italiana.

## Biografia

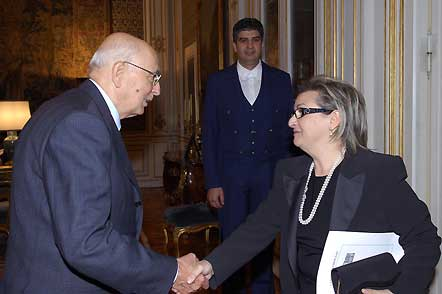
Maria Grazia Laganà accolta al Quirinale da Giorgio Napolitano.

Laureata in medicina e chirurgia, è medico ospedaliero.
È vedova di Francesco Fortugno, già vicepresidente del Consiglio regionale della Calabria ucciso dalla 'ndrangheta il 16 ottobre 2005. È figlia dell'ex deputato Mario Laganà.
A seguito della morte del marito, dirigente medico e uomo politico calabrese, esponente della Margherita, Maria Grazia Laganà viene eletta deputato alle elezioni politiche del 2006, candidata nella lista dell'Ulivo in Calabria.
Nel corso della legislatura, il 10 novembre 2006 entra a far parte della Commissione parlamentare di inchiesta sul fenomeno della criminalità organizzata mafiosa o similare.
Alle elezioni politiche del 2008 viene rieletta alla Camera dei deputati per il Partito Democratico.

## Minacce di morte
Il 27 aprile 2007 riceve minacce di morte da una lettera con scritto: 
La lettera aveva solo il bollo di posta prioritaria e l'indirizzo di Laganà.
Laganà ha così reagito al vile messaggio: 
La polizia ha immediatamente intensificato la vigilanza sulla parlamentare che già nei mesi scorsi era stata destinataria di altre minacce di morte.

## Procedimenti giudiziari
Il 27 febbraio 2007 è stata iscritta nel registro degli indagati per truffa aggravata ai danni dello Stato in relazione ad appalti nel settore della sanità. Tale avviso di garanzia della Direzione Distrettuale Antimafia di Reggio Calabria è da mettere in relazione alle indagini sulle infiltrazioni mafiose nell'ASL di Locri, di cui Laganà è stata vicedirettrice. L'accusa riguarda l'acquisto, non concluso, di una fornitura di farmaci per l'Azienda ospedaliera dalla casa farmaceutica Medinex, per un importo di circa 200.000 euro.
Nel corso dell'interrogatorio, svoltosi il successivo 3 marzo, la Laganà si è avvalsa della facoltà di non rispondere, facendo dichiarazioni spontanee e presentando una memoria, nella quale si sostiene che dato l'incarico occupato all'interno dell'ASL non aveva alcun potere di intervento sugli acquisti di farmaci e viene sollevata una questione di competenza funzionale e territoriale: funzionale, in quanto si sostiene che non ci siano connessioni con la mafia, e territoriale, in quanto il provvedimento è stato emesso dalla DDA di Reggio Calabria.
Il 7 dicembre 2010 la deputata Laganà è stata rinviata a giudizio dal Giudice dell'udienza preliminare del Tribunale di Locri per la vicenda dell'appalto pubblico in ambito sanitario con l'accusa di tentata Truffa, falso e abuso ai danni dell'azienda sanitaria di Locri.
Il 6 ottobre 2012 la deputata Laganà è stata condannata a due anni di reclusione dal tribunale di Locri. I reati commessi dalla parlamentare, secondo i giudici di primo grado, sono tentata truffa e abuso, ai danni dell'ASL di Locri, nell'ambito di un appalto pubblico.
Dopo la condanna penale la deputata si è autosospesa dal Partito Democratico e dal gruppo parlamentare del PD per iscriversi al gruppo misto.
Il 19 maggio 2015 la Corte di Appello di Reggio Calabria assolve l'ex deputata Laganà da tutte le accuse per cui era stata condannata in primo grado.